# Dreamscapes
Dreamscapes és una edició limitada de vuit CD del grup alemany Alphaville, enregistrat el 1999. Hi ha 124 temes amb 9 hores i mitja de música. 43 dels temes no s'havien enregistrat fins llavors i de la resta se'n van fer remescles. Els quatre CD dobles porten una coberta en mida DINA-4 i s'acompanya d'un llibret de 64 pàgines que conté les lletres i fotografies inèdites.

## Llista de temes
CD - 1: Dreamscape 1ne
1. "Dream Machine" – 4:44
2. "In the Mood (Demo Remix)" – 5:04
3. "Summer in Berlin (Demo 1)" – 6:55
4. "Victory of Love (Demo Remix)" – 4:15
5. "To Germany With Love (Demo 1)" – 4:29
6. "Big in Japan (Demo Remix)" – 6:23
7. "Fallen Angel (Demo Remix)" – 4:07
8. "Forever Young (Demo Remix)" – 4:44
9. "Leben Ohne Ende (Original Demo)" – 3:15
10. "Sounds Like a Melody (Demo 1)" – 4:25
11. "Lies (Demo 1)" – 3:49
12. "Romance (Demo Sketch)" – 1:16
13. "Colours (Instrumental)" – 3:25
14. "Jet Set (Demo 2)" – 4:38
15. "Traumtänzer (Demo Remix)" – 5:25
16. "Into the Dark (Demo Remix)" – 4:33

CD - 2: Dreamscape 2wo
1. "Lady Bright (Demo 1)" – 0:37
2. "Afternoons in Utopia (Instrumental Remix)" – 4:29
3. "The Voyager (Demo Remix)" – 4:28
4. "Universal Daddy (Demo 1)" – 3:45
5. "Red Rose (Demo 2)" – 3:25
6. "Dance With Me (12" New Edit) – 9:42
7. "Fantastic Dream (Demo 2)" – 4:01
8. "Jerusalem (Demo Remix)" – 4:30
9. "Sensations (New Dub Edit)" – 5:46
10. "Carol Masters (Demo 1)" – 4:08
11. "Airport Sketch (Instrumental)" – 1:33
12. "Lassie Come Home (Demo 2)" – 7:25
13. "20th Century (Demo 1)" – 1:22
14. "Summer Rain (Demo 3)" – 4:11
15. "For a Million (Instrumental)" – 6:24
16. "Romeos (12" New Edit)" – 5:48

CD - 3: Dreamscape 3hree
1. "Seeds (Remix)" – 3:17
2. "Elevator (Remix)" – 5:06
3. "Welcome to the Sun (Remix)" – 3:09
4. "The Other Side of U (Remix)" – 4:44
5. "Next Generation (Remix)" – 4:59
6. "20.000 Lieues Sous Les Mers (Poem Remix)" – 5:42
7. "Golden Feeling (Demo 1)" – 7:40
8. "Headlines (Demo 1)" – 3:50
9. "Big Yello Sun (Remix)" – 6:49
10. "Sister Sun (Remix)" – 5:07
11. "Fools (Faithful&True Version)" – 4:17
12. "Legend (Remix)" – 4:56
13. "Like Thunder (Flag Remix)" – 5:10
14. "Life is King (Demo 1)" – 5:53

CD - 4: Dreamscape 4our
1. "Never Get Out of the Boat (Intro Piece)" – 2:18
2. "Sounds Like a Melody" – 5:15
3. "Ascension Day" – 7:05
4. "Euphoria" – 7:22
5. "Jerusalem" – 4:08
6. "New Horizons" – 5:45
7. "Victory of Love" – 4:53
8. "Beethoven" – 4:16
9. "Jet Set" – 3:49
10. "Dance With Me" – 6:02
11. "Wishful Thinking" – 4:43
12. "Big in Japan" – 7:09
13. "Forever Young" – 5:48
14. "Mercury Girl" – 4:04

CD - 5: Dreamscape 5ive
1. "Underworld (Live)" – 3:25
2. "To the Underworld" – 3:40
3. "Whales" – 4:30
4. "Burning Wheels" – 3:44
5. "Highschool Confidential" – 3:04
6. "Roll Away the Stone" – 3:48
7. "The Shape of Things to Come" – 4:58
8. "Thunder & Lightning" – 4:21
9. "Bitch" – 3:16
10. "Days Full of Wonder" – 5:06
11. "Peace on Earth" – 5:39
12. "Today" – 4:39
13. "What is Love" – 5:09
14. "Because of You" – 3:52
15. "And I Wonder" – 4:39
16. "Heart of the Flower" – 4:51
17. "The End" – 5:08

CD - 6: Dreamscape 6ix
1. "If the Audience Was Listening (Demo 2)" – 3:08
2. "Waves" – 3:42
3. "Nostradamus" – 4:48
4. "Mysterion" – 11:04
5. "Change the World (Demo 1)" – 4:24
6. "Script of a Dead Poet" – 3:55
7. "Elegy" – 5:45
8. "Pandora's Lullaby (Opera Version)" – 4:24
9. "Welcome to the Sun (Retro Version)" – 6:03
10. "Beautiful Girl (Piano Piece)" – 3:07
11. "Caroline (Demo 1)" – 4:21
12. "Carry Your Flag" – 3:56
13. "Cosmopolitician (Demo 1)" – 5:35
14. "Twelve Years (Orchestral Version)" – 3:22
15. "Forever Young (Unplugged Version)" – 4:32

CD - 7: Dreamscape 7even
1. "Romeos (Demo 1)" – 3:35
2. "Jet Set (Demo 1)" – 4:19
3. "Traumtänzer (Demo 1)" – 5:17
4. "Blauer Engel" – 4:39
5. "Ariana (Demo 1)" – 2:38
6. "Summer in Berlin (Demo 2 Remix)" – 4:41
7. "Ain't it Strange (Demo 1)" – 4:40
8. "(Keep the) Faith (Portobello Remix)" – 4:31
9. "Recycling (H-Babe Tape)" – 1:59
10. "That's All (Instrumental)" – 2:49
11. "Forever Young (Demo 2)" – 3:45
12. "All in a Golden Afternoon (Instrumental)" – 3:34
13. "My Brothers in China (Instrumental)" – 4:30
14. "Wake Up!" – 4:34
15. "Astral Body (Demo Remix)" – 4:30
16. "Big in Japan (FFF Time Warp)" – 10:19

CD 8: Dreamscape 8ight
1. "Montego Bay (Live)" – 6:53
2. "She Fades Away (Demo 1, Titanic Version)" – 3:09
3. "Those Were the Days" – 4:45
4. "Imperial Youth (Instrumental)" – 5:41
5. "Duel" – 3:54
6. "Iron Gate (Instrumental)" – 2:19
7. "Danger in Your Paradise (Demo 1)" – 5:10
8. "Feathers & Tar (Britannia Row Remix)" – 5:30
9. "Here by Your Side" – 4:01
10. "Fools (12" Speed Remix)" – 6:37
11. "Flame (Demo 1)" – 4:33
12. "In Bubblegum" – 4:25
13. "Joyride (Instrumental)" – 3:49
14. "Monkey in the Moon (Demo 1)" – 4:24
15. "Kinetic (Instrumental)" – 4:42
16. "Tomorrow (Instrumental)" – 3:28